# Conn Iggulden
Conn Iggulden (ur. 24 lutego 1971) – pisarz brytyjski, autor powieści historycznych. W Polsce jego książki ukazały się nakładem wydawnictw Dom Wydawniczy Rebis oraz Papierowy Księżyc. Dodatkowo wydawnictwo Bellona wydało pierwszą książkę serii Zdobywca pod tytułem Wilk ze stepów – Dżyngis-chan, która następnie ukazała się w nowym tłumaczeniu nakładem wydawnictwa Papierowy Księżyc pod tytułem Narodziny Imperium.

### SeriaImperator
- The Gates of Rome (2003), wyd. pol. Bramy Rzymu (2003)
- The Death of Kings (2004), wyd. pol. Śmierć królów (2004)
- The Field of Swords (2005), wyd. pol. Pole mieczy (2005)
- The Gods of War (2006), wyd. pol. Bogowie wojny (2006)
- The Blood of Gods (2013), wyd. pol. Krew bogów (2015)

### SeriaZdobywca
- Wolf of the Plains (2007), wyd. pol. Wilk ze stepów – Dżyngis-chan (2008); Narodziny imperium (2014)
- Lords of the Bow (2008), wyd. pol. Władcy łuku (2015)
- Bones of the Hills (2008). wyd. pol. Czas zemsty (2016)
- Empire of Silver (2010) wyd. pol. Srebrne Imperium (2017)
- Conqueror (2011) wyd. pol. Zdobywca (2018)

### SeriaWars of the Roses
- Stormbird (2013)
- Trinity (2014)
- Bloodline (2015)

### Seria ateńska
- The Gates of Athens (2020), wyd. pol. Bramy Aten (2021)
- Protector (2021)

### Inne
- The Dangerous Book for Boys (2006) - współautor, wyd. pol. Niebezpieczna książka dla chłopców (2009)
- Blackwater (2006)
- Tollins: explosive tales for children (2009), wyd. pol. Toliny: wystrzałowe opowieści dla dzieci (2010)
- Falcon of Sparta (2018), wyd. pol. Sokół spartański (2020)